# Jan Vavrda
Jan Vavrda (26. února 1922, Olomouc - 15. dubna 1995, Znojmo) byl československý voják a příslušník výsadku Spelter.

## Mládí
Narodil se 26. února 1922 v Olomouci. Otec byl vojákem z povolání, matka Marie, rozená Dvořáková byla učitelkou. Měl dvě sestry. V Olomouci zahájil obecnou školu, kterou dokončil v Nové Dědině u Konice, kam byla matka jako učitelka přeložena. V Konici absolvoval i měšťanku. Poté pracoval v zemědělství na rodinném statku.

## V exilu
23. února 1940 překročil se svým přítelem hranice na Slovensko, kde však byli zadrženi a vráceni do protektorátu. Při dalším pokusu byli 1. března zadrženi v Maďarsku a vyhoštěni na Slovensko. Teprve při třetím pokusu se přes Maďarsko, Řecko, Turecko a Sýrii dostali do Francie. 16. května 1940 byl zařazen k 1. pěšímu pluku. Prodělal ústupové boje ve Francii. 27. června byl evakuován do Anglie.
V Anglii byl zařazen k 1. pěšímu praporu. 28. října 1941 byl povýšen na svobodníka. Prodělal standardní paravýcvik a 28. října 1942 byl povýšen na desátníka. Poté, co byl vybrán k výcviku pro zvláštní úkoly prodělal od 12. července 1943 do 4. února 1944 tělovýchovný kurz, parakurz a individuální výcvik. Po povýšení na četaře 28. října 1943 prošel kurzem mikrofotografie a již v rámci skupiny Spelter prodělal konspirační cvičení. Po individuální přípravě a tělovýchovném kurzu se v dubnu 1944 přesunul na vyčkávací stanici v Itálii.

## Nasazení
Dne 5. května 1944, hodinu po půlnoci byl s ostatními vysazen poblíž Kramolína u Třebíče. Poté, co se od skupiny oddělil velitel Chrastina se s ostatními přesunul do úkrytu a v okolí Boňova spoluvyvíjel zpravodajskou činnost. 17. června 1944 se mu podařilo dostat se z obklíčení gestapa a ukrýt se nejprve v Šebkovicích a posléze v Šašovicích. Společně s Novotným nadále plnili zadané úkoly: zorganizovali diverzní skupinu, prováděli sabotáže v okolí Moravských Budějovic a zajišťovali dva shozy zbraní.

## Po válce
Do roku 1946 sloužil u zvláštní skupiny MNO. Od 15. května 1946 byl převelen ke 13. pěšímu pluku a v srpnu téhož roku do školy pro nižší důstojníky v Milovicích. V činné službě zůstal a stal se důstojníkem z povolání. 30. listopadu se oženil, z manželství vzešel syn a dcera. V letech 1945 a 1946 byl postupně povýšen do hodnosti nadporučíka pěchoty. V letech 1948 až 1950 sloužil ve velitelských funkcích u výsadkových jednotek a dále u 71. pěšího praporu. 20. října 1949 byl povýšen na kapitána a v červnu 1950 byl z armády vyhozen. Po krátkém věznění se až do roku 1968 živil manuální prací ve Znojmě. Po rehabilitaci v roce 1968 se vrátil zpět do armády a sloužil jako velitel vojenské zotavovny na Bítově.

## Vyznamenání
- 1944 -  Pamětní medaile československé armády v zahraničí se štítky Francie a Velká Británie
- 1945 -  Československý válečný kříž 1939
- 1945 -  Československá medaile za zásluhy I. stupně
- 1945 -  Československá medaile Za chrabrost před nepřítelem